# Sohre Tschakert
Sohre Tschakert (* 14. Mai 1971 in Neuwied am Rhein) ist eine Richterin am Bundesgerichtshof.
Tschakert studierte Rechtswissenschaften an der Rheinischen Friedrich-Wilhelms-Universität Bonn. 1996 legte sie die Erste Juristische Staatsprüfung in Köln ab und wechselte zur Promotion an die Christian-Albrechts-Universität zu Kiel.
Nach dem Abschluss ihrer juristischen Ausbildung trat sie im Juli 2000 in den höheren Justizdienst des Landes Schleswig-Holstein ein. Dort war sie in der Proberichterzeit bei dem Amtsgericht Lübeck, dem Amtsgericht Bad Oldesloe, dem Landgericht Lübeck und dem Amtsgericht Oldenburg in Holstein eingesetzt. Im August 2005 wurde sie bei dem Amtsgericht Lübeck zur Richterin am Amtsgericht ernannt. Von dort war sie in der Zeit von April 2015 bis Dezember 2018 mit einem Teil ihrer Arbeitskraft an das Schleswig-Holsteinische Oberlandesgericht abgeordnet, wo sie im Projekt zur Einführung des elektronischen Rechtsverkehrs und der elektronischen Akte tätig war. Ab Januar 2019 war sie zunächst im Weg der Abordnung und ab Januar 2020 als Richterin am Landgericht Mitglied einer Strafkammer am Landgericht Lübeck. Dort wurde sie im Januar 2021 zur Vorsitzenden Richterin am Landgericht ernannt.
Das Präsidium des Bundesgerichtshofs hat sie mit ihrem Dienstantritt am 31. Mai 2024 dem 4. Strafsenat zugewiesen, der vornehmlich für die Revisionen in Strafsachen aus den Bezirken der Oberlandesgerichte Hamm und Zweibrücken sowie bundesweit für die Revisionen in Verkehrsstrafsachen zuständig ist.

## Veröffentlichungen
- Klimaschutz durch kommunale Versorgungseinrichtungen: rechtsvergleichende Untersuchung der kommunalen Kompetenzen in den einzelnen Bundesländern zur Einführung eines Anschluss- und Benutzungszwanges an Einrichtungen zur Versorgung mit Fernwärme "allein aus Gründen des globalen Klimaschutzes", Diss. Kiel 2007
- Der Stand der Rechtsprechung zum neuen Einziehungsrecht unter besonderer Berücksichtigung der Einziehung bei Steuerstraftaten, Journal der Wirtschaftsstrafrechtlichen Vereinigung (WIJ) 2021, Nr. 01: 9-19
- Bittmann/Köhler/Seeger/Tschakert: Handbuch der strafrechtlichen Vermögensabschöpfung, Köln 2020: Carl Heymanns Verlag, ISBN 978-3-452-28764-9.